# Red Devils Chojnice
El Red Devils Chojnice es un club de fútbol sala profesional polaco de Chojnice que juega en la Futasal Ekstraklasa. El equipo fue fundado en 1995 y disputa sus partidos como local en el pabellón Centrum Park Chojnice. Los colores del club son el azul rojo y blanco.

## Historia
Las tres primeras temporadas del club, llamado entonces Red Devils, las pasó en competiciones locales de la ciudad de Chojnice, mientras que en 2006 hizo su debut en la III liga.  En la temporada 2008-09 el equipo de Chojnice debutó en la Futsal Ekstraklasa, la primera división del sistema del fútbol sala profesional polaco. En la temporada 2012-13 Red Devils won vicio polaco primera división.

## Plantilla 2015/16
|    | Nac.                       | Nombre                          |
| -- | -------------------------- | ------------------------------- |
| 3  | Bandera de Polonia         | Łukasz Sobański                 |
| 6  | Bandera de Polonia         | Przemysław Laskowski            |
| 9  | Bandera de Ucrania         | Vadym Ivanov                    |
| 10 | Bandera de República Checa | Michal Holý                     |
| 13 | Bandera de Polonia         | Jakub Mączkowski                |
| 14 | Bandera de Polonia         | Patryk Laskowski                |
| 20 | Bandera de Ucrania         | Oleksandr Bondar                |
| 23 | Bandera de Polonia         | Tomasz Kriezel                  |
| 25 | Bandera de Polonia         | Sebastian Wojciechowski         |
| 26 | Bandera de Polonia         | Michał Kartuszyński (GK)        |
| 27 | Bandera de Polonia         | Patryk Kubiszewski              |
| 33 | Bandera de Ucrania         | Vladyslav Bondarenko (GK)       |
| 57 | Bandera de Croacia         | Mario Modrušan (GK)             |
| 89 | Bandera de Brasil          | Marco Aurélio de Araujo Ribeiro |

Entrenador:   	Vlastimil Bartošek